# Sofía Álvarez Vignoli
Sofía Álvarez Vignoli (Montevideo, 10 de agosto de 1899 - Montevideo, 12 de mayo de 1986) fue una abogada y política uruguaya, una de las primeras cuatro mujeres  en ingresar al parlamento de Uruguay, junto a Isabel Pinto de Vidal, Julia Arévalo de Roche y Magdalena Antonelli Moreno.

## Biografía
Nació en el seno de una familia de extracción blanca, sus padres fueron Adela Vignoli y Teodoro Álvarez.
Graduada como abogada de la Facultad de Derecho de la Universidad de la República; se recibió galardonada con medalla de oro. En la Universidad conoció a su futuro marido, Alberto Demicheli. Una vez graduados, se casaron y tuvieron dos hijos, Julio Alberto (1938-1975) y María Adelina Demicheli Álvarez.

## Ámbito público
Fue una activista del sufragio femenino, finalmente logrado en 1932. Fue además activa promotora de los derechos del niño, impulsando su inclusión en la legislación uruguaya. En 1946 escribió un libro sobre los derechos civiles de la mujer. 
Su actividad diplomática tuvo lugar mayormente durante la presidencia de Gabriel Terra (1933-1938). En las elecciones al final de su mandato, las diferencias políticas entre las defensoras del sufragio femenino se hicieron evidentes; Álvarez Vignoli encabezó un grupo que apoyaba al dictador conservador, al cual se oponían prestigiosas feministas como las hermanas Paulina y Luisa Luisi.
Firmó en nombre de Uruguay la Convención Interamericana de Extradición del 26 de diciembre de 1933, la Convención Interamericana sobre la Nacionalidad de las Mujeres del 26 de diciembre de 1933 y la Convención de Montevideo sobre los Derechos y Deberes de los Estados del 26 de diciembre de 1933. Representó a Uruguay en 1935 en la Conferencia Interamericana sobre la Mujer en Montevideo y posteriormente, en 1963, en la 3.ª Asamblea Extraordinaria de la Comisión Interamericana de la Mujer en Washington.

## Ámbito parlamentario
En los comicios de 1942, por primera vez en la historia uruguaya hubo mujeres electas al Parlamento. Álvarez Vignoli (en representación del Riverismo) e Isabel Pinto de Vidal fueron las primeras senadoras, no sólo en Uruguay, sino en toda Sudamérica. Al mismo tiempo, Julia Arévalo de Roche y Magdalena Antonelli Moreno ingresaron como diputadas.
En 1946 se aprueba la Ley de Derechos Civiles de la Mujer, en la cual Álvarez Vignoli imprimió un giro decisivo. Al respecto, véase su intervención en el Senado: "En lo que respecta al adulterio de la mujer, que planteaba la doctora Pinto de Vidal, creo que es un problema, no sólo legal, sino, también, con hondas raíces morales. Pero discutir un problema de esa naturaleza dentro de una ley de derechos civiles de la mujer, sería poner un obstáculo casi insalvable. Creo que este problema debiera ser tratado por una ley por separado. Comparto con la señora Senador Pinto de Vidal, el principio de que la moral debe ser una dentro del matrimonio; pero, indudablemente, la ley no puede ir más allá de lo que puede la dignidad y la propia estimación. El que hace juramento de fidelidad debe cumplirlo, sea hombre o sea mujer. Pero yo me opondría a que en esta ley de derechos civiles de la mujer, que le va a dar amplia libertad a la mujer honrada, se mezclara el problema del adulterio. Para mí sería macular esta ley. Aquí estamos hablando de libertad de la buena mujer y el adulterio cae en el dominio del libertinaje de la mujer. Porque la mujer casada que teniendo una ley de divorcio como la nuestra, por la que ni siquiera tiene necesidad de dar una causal para lograrlo, mancilla y profana el hogar de sus hijos, - violando, tal vez, la fe del hombre que cree tener una mujer digna de llevar su apellido, - es indigna de figurar en esta ley, que consagra la libertad y los derechos civiles de las buenas mujeres. De esas mujeres que hacen buen uso de la libertad, de esa libertad que pone en sus manos el marido y saben vivir con dignidad y con la frente limpia. La mejor heredad que podemos dejar a nuestros hijos es un nombre sin mácula; heredad que hay que mantener aún a costa de morir de dolor”.

## Obras
- 1933, Derechos civiles y políticos de la Mujer.
- 1942, Los Derechos del Niño. Comentarios al Código.
- 1952, Los Derechos civiles de la Mujer.